# Ізабелла Бургундська (королева Німеччини)
Ізабелла Бургундська (1270  — серпень 1323 ) — королева Німеччини, друга дружина короля Рудольфа I.

## Біографія
Ізабелла була другою дочкою герцога Бургундії Гуго IV від його другої дружини Беатріси Наваррської.
Ізабелла була заручена з Карлом Фландрським у 1272 році. Карл був сином графа Фландрії Роберта III; Карл помер у 1277 році у віці близько десяти років.
6 лютого 1284 року Ізабелла стала другою дружиною короля Німеччини Рудольфа I. Нареченій було чотирнадцять років, а нареченому майже шістдесят шість. Їх шлюб залишився бездітним. Рудольф помер 15 липня 1291 року. Йому наслідували його сини від першого шлюбу, Альбрехт I і Рудольф II.
Вона повернулася до двору Бургундії і була удостоєна титулу леді В'є-Шато 20 листопада 1294 року.
Вона вдруге вийшла заміж за П'єра IX де Шамблі, лорда Нефлеса, який помер близько 1319 року. У подружжя була як мінімум одна донька, Жанна, яка залишила нащадків.